# Fabio Balsamo
Fabio Balsamo (Napoli, 2 gennaio 1989) è un attore, comico e conduttore televisivo italiano, membro del gruppo comico The Jackal.

## Biografia
Cresce a Casalnuovo di Napoli, frequenta l'Università Popolare dello Spettacolo di Napoli in arte drammatica. Attivo a livello teatrale, nel 2015 entra a far parte del gruppo The Jackal, continuando la sua attività attoriale e debuttando lo stesso anno in una pellicola cinematografica. Nel 2023 partecipa alla terza edizione di LOL - Chi ride è fuori come concorrente, vincendola insieme a Luca Bizzarri.

## Filmografia

### Cinema
- Babbo Natale non viene da Nord, regia di Maurizio Casagrande (2015)
- Timballo, regia di Maurizio Forcella (2017) – cortometraggio
- Addio fottuti musi verdi, regia di Francesco Ebbasta (2017)
- Uomo in mare, regia di Emanuele Palamara (2018) – cortometraggio
- Beagle, regia di Giovanni Mazzitelli e Mario Vezza (2018) – cortometraggio
- 7 ore per farti innamorare, regia di Giampaolo Morelli (2020)
- (Im)perfetti criminali, regia di Alessio Maria Federici (2022)
- Falla girare, regia di Giampaolo Morelli (2022)
- Beata te, regia di Paola Randi (2022)
- Tre di troppo, regia di Fabio De Luigi (2023)
- Falla girare 2 - Offline, regia di Giampaolo Morelli (2024)

### Televisione
- Sirene – serie TV (2017)
- Don Matteo - serie TV, episodio 12x6 (2020)
- Generazione 56k – serie TV, 5 episodi (2021)
- Pesci piccoli - Un'agenzia. Molte idee. Poco budget – serie TV (2023-in corso)
- No Activity - Niente da segnalare - miniserie TV (2024)
- Piedone - Uno sbirro a Napoli – miniserie TV (2024)

## Programmi televisivi
- Stasera tutto è possibile (2019-2022, 2025)
- Qui e adesso (2020)
- Name That Tune - Indovina la canzone (2022-2023)
- Celebrity Hunted: Caccia all'uomo (2022)
- LOL - Chi ride è fuori (2023)
- Aurora Leone. Una famiglia a pretesto (2023)
- The Floor - Ne rimarrà solo uno (2024)